# Torrey Smith
James Torrey Smith (Colonial Beach, 26 gennaio 1989) è un giocatore di football americano statunitense che milita nel ruolo di wide receiver per i Carolina Panthers della National Football League (NFL). Fu scelto nel corso del secondo giro (58º assoluto) del Draft NFL 2011 dai Baltimore Ravens. Al college ha giocato a football all’Università del Maryland.

## Carriera professionistica

### Baltimore Ravens
Smith fu scelto nel corso del secondo giro del Draft 2011 dai Baltimore Ravens.

#### Stagione 2011
Dopo aver subito alcune critiche per la mancanza di produzione offensiva nelle prime due settimane, Smith disputò una grandissima gara contro i St. Louis Rams nella settimana 3. Nel primo quarto segnò in ognuna delle prime tre ricezioni in carriera con touchdown rispettivamente da 74, 41 e 18 yard. Il primo fu il passaggio più lungo della carriera del quarterback Joe Flacco. Egli divenne il primo rookie nella storia della NFL, e solamente il dodicesimo giocatore, a segnare tre touchdown su ricezione in un singolo quarto. Smith terminò la gara con 5 ricezioni per 152 yard nella vittoria 37–7. Smith ricevette il touchdown della vittoria contro gli Steelers on il 6 novembre 2011. Il 20 novembre 2011, Smith giocò ancora una grande partita nella vittoria dei Ravens 31-24 sui Cincinnati Bengals ricevendo 6 palloni per 165 yard compreso un touchdown da 49 yard da Flacco. La sua prima stagione terminò con 50 ricezioni, 841 yard ricevute e 7 touchdown su ricezioni, guidando la squadra e stabilendo un nuovo record di franchigia per un rookie dei Ravens.

#### Stagione 2012
Il 10 settembre 2012, Smith iniziò la stagione nel migliore dei modi contribuendo alla netta vittoria dei Ravens contro i Cincinnati Bengals per 44-13 in cui ricevette 2 passaggi per 57 yard. Nel turno successivo, i Ravens furono sconfitti dai Philadelphia Eagles: Torrey ricevette altri 2 passaggi per 51 yard.
Il 23 settembre, all'alba del terzo turno dil campionato contro i New England Patriots, il fratello diciannovenne di Torrey, Tevin, morì in un incidente motociclistico. Smith decise di giocare comunque e fu decisivo nella vittoria Ravens ricevendo 6 passaggi per 127 yard e segnando due touchdown.
Nel Thursday Night Football della settimana 4 i Ravens vinsero contro i loro rivali di division, i Cleveland Browns: Torrey confermò il suo solido inizio di stagione ricevendo 6 passaggi per 97 yard e segnando un touchdown. Nella settimana 5 Baltimore si portò su un record di 4-1 con la vittoria sui Chiefs con il ricevitore che concluse con 3 passaggi per 38 yard. I Ravens vinsero la quarta gara consecutiva nella settimana 6 contro i Dallas Cowboys con Smith che ricevette 24 yard e segnò un touchdown.

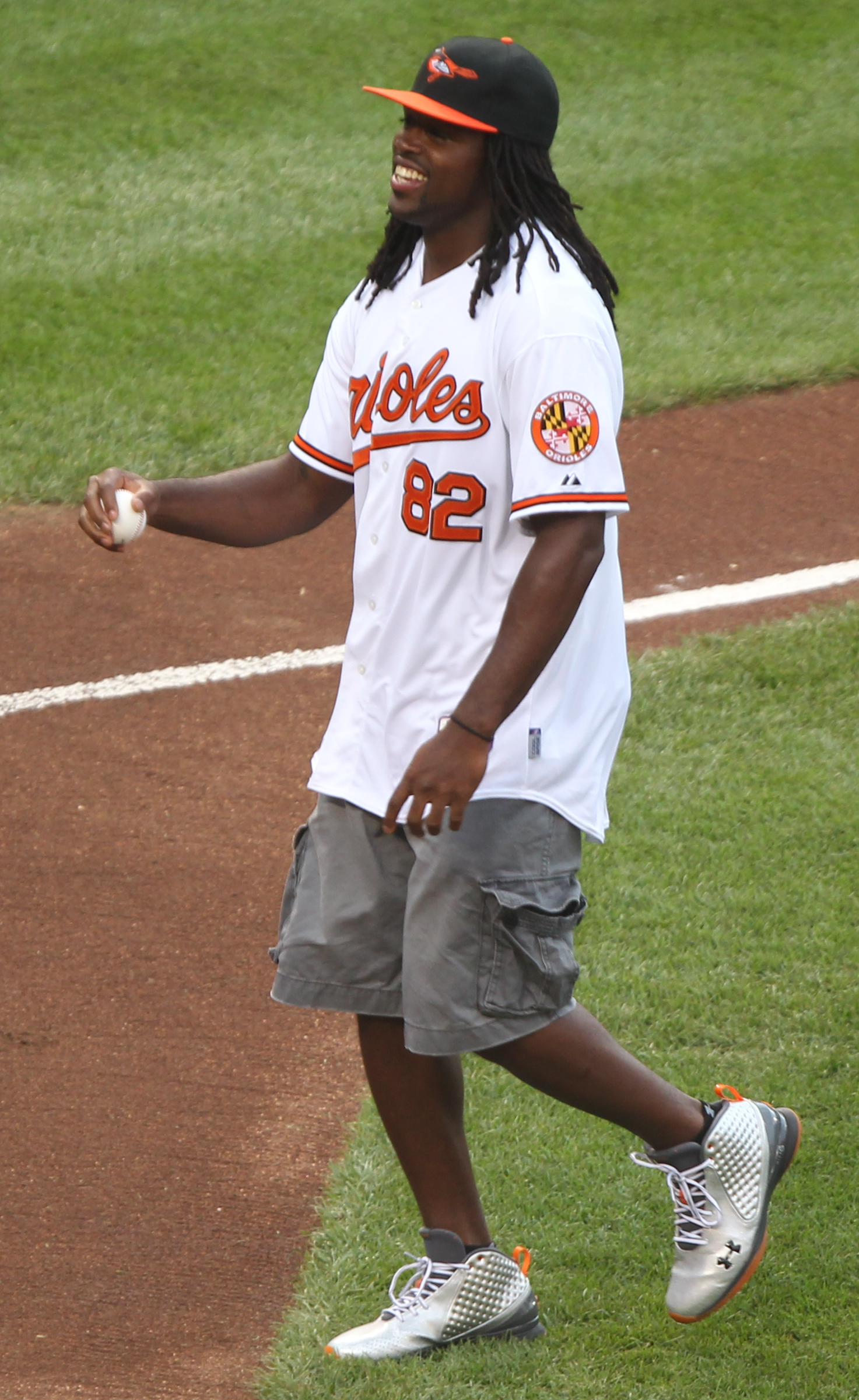
Smith nel 2011.

Nel nono turno, dopo la settimana di pausa i Ravens vinsero coi Browns con Smith che ricevette 46 yard e segnò un touchdown. Nella settimana 10 i Ravens stabilirono il record di franchigia infliggendo 55 punti agli Oakland Raiders: Smith guidò la squadra con 67 yard ricevute e segnò due touchdown.
Nella settimana 12 Baltimore vinse ai supplementari in rimonta contro i San Diego Chargers e Smith ricevette ben 144 yard. Il 23 dicembre, battendo nettamente i Giants, i Ravens si assicurarono il secondo titolo di division consecutivo. Smith ricevette 88 yard e segnò un touchdown.
Dopo aver battuto facilmente gli Indianapolis Colts nel primo turno di playoff, il 12 gennaio 2013, in uno Sports Authority Field at Mile High congelato, andò in scena una delle partite più memorabili della storia dei playoff NFL. Contro i Denver Broncos, sotto di sette punti a un minuto dal termine, i Ravens riuscirono prima a impattare la gara e poi a vincere grazie a un field goal dopo due tempi supplementari. Smith concluse la gara con 98 yard ricevute e 2 touchdown. Nella finale della AFC Baltimore batté in trasferta i New England Patriots qualificandosi per il secondo Super Bowl della storia della franchigia. Smith guidò la squadra con 69 yard ricevute. Il 3 febbraio 2013, Smith partì come titolare nel Super Bowl XLVII contribuendo con 2 ricezioni per 35 yard alla vittoria dei Ravens sui San Francisco 49ers per 34-31, laureandosi per la prima volta campione NFL.

#### Stagione 2013
Nel primo turno della stagione, Smith guidò i Ravens con 92 yard ricevute ma la sua squadra venne sconfitta nettamente dai Denver Broncos. Nella settimana 4 contro i Buffalo Bills ricevette 166 yard e un touchdown, non riuscendo a evitare a Baltimore la seconda sconfitta stagionale. Il suo secondo TD del 2013 lo segnò nella vittoria della settimana 10 contro i Bengals e il terzo due settimane dopo nella sconfitta ai supplementari coi Bears. Tornò a segnare due settimane dopo nella vittoria nella gara del Giorno del Ringraziamento contro gli Steelers.

#### Stagione 2014
Smith iniziò lentamente la stagione 2014. Il primo touchdown lo segnò nella settimana 4 nella vittoria in casa contro i Carolina Panthers. Altri due li segnò due settimane dopo nella vittoria in casa dei Tampa Bay Buccaneers e ancora la domenica seguente contro i Falcons. Nell'ultimo turno segnò il suo undicesimo touchdown (un nuovo record personale) contro i Browns e i Ravens si qualificarono per i playoff grazie alla contemporanea vittoria dei Chiefs sui Chargers. Il 3 gennaio 2015, i Ravens ottennero la loro prima vittoria nei playoff a Pittsburgh superando gli Steelers vincitori della division per 30-17, con Smith che segnò un touchdown nel secondo tempo.

### San Francisco 49ers

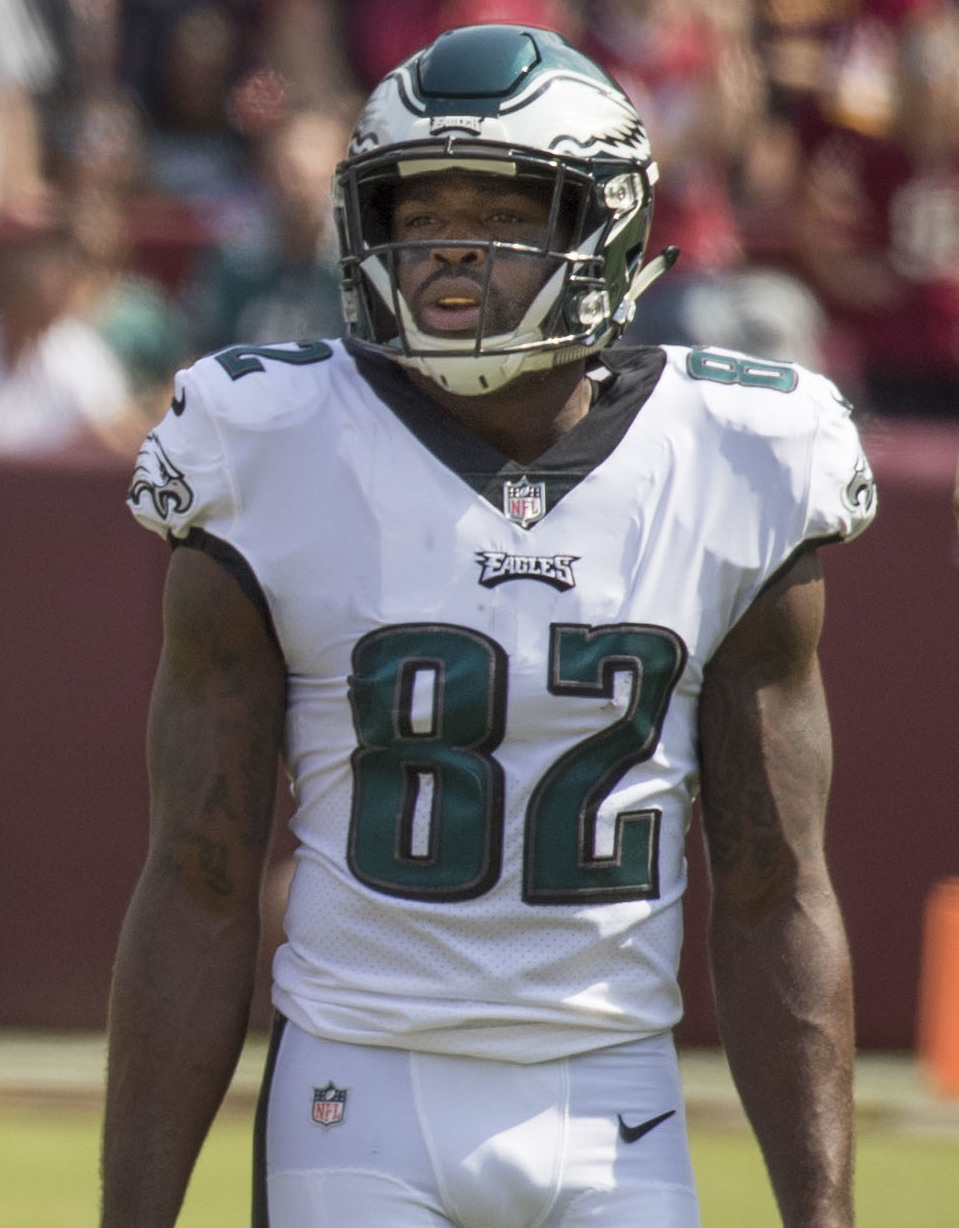
Smith nel 2017 con gli Eagles

Il 10 marzo 2015, Smith firmò coi San Francisco 49ers un contratto quinquennale del valore di 40 milioni di dollari. Il primo touchdown con la nuova maglia lo segnò nel secondo turno contro gli Steelers. Nel sesto disputò la sua prima partita contro i Ravens andando a segno per la seconda volta in stagione e terminando con 3 ricezioni per 96 yard. Nella settimana 13, Smith ricevette da Blaine Gabbert il passaggio da touchdown da 71 yard decisivo nei tempi supplementari che diede ai Niners la vittoria sui Bears. La sua prima annata in California si chiuse guidando la squadra con 4 TD su ricezione, assieme ad Anquan Boldin, e al secondo posto con 663 yard ricevute.

### Philadelphia Eagles
Il 9 marzo 2017, Smith firmò un contratto triennale con i Philadelphia Eagles. Il 4 febbraio 2018 allo U.S. Bank Stadium di Minneapolis partì come titolare nel Super Bowl LII vinto contro i New England Patriots per 41-33, conquistando il secondo titolo della carriera.

### Carolina Panthers
Il 9 marzo 2018, Smith fu scambiato con i Carolina Panthers per Daryl Worley.

## Palmarès

### Franchigia
- Super Bowl : 2

Baltimore Ravens: Super Bowl XLVII
Philadelphia Eagles: LII
- American Football Conference Championship: 1

Baltimore Ravens: 2012
- National Football Conference Championship: 1

Philadelphia Eagles: 2017

### Individuale
- GMC Never Say Never Moment dell'anno: 1

2012
- Giocatore offensivo della AFC della settimana: 1

settimana 11 del 2011
- Rookie offensivo della settimana:1

settimana 11 del 2011
- GMC Never Say Never Moment della settimana: 1

settimana 3 del 2012